# Mon gosse de père (film, 1953)
Pour les articles homonymes, voir Mon gosse de père.
Pour plus de détails, voir Fiche technique et Distribution.
Mon gosse de père est un film français réalisé par Léon Mathot et sorti en 1953.  

## Synopsis
Un architecte, volage et fêtard, finit par se marier, l'age venant, avec une jeune femme. Puis il découvre qu'il a un fils, débarqué des Etats-Unis, sérieux et travailleur, tout le contraire de son père. Au fur et à mesure, les aspirations et occupations du père et du fils vont s'inverser, l'un devenant sage et l'autre prenant du bon temps...

## Fiche technique
- Titre : Mon gosse de père
- Réalisateur : Léon Mathot
- Scénariste : Léopold Marchand d'après sa pièce
- Décor de plateau : Raymond Druart
- Costumes : Marcelle Desvignes
- Photographie : Léonce-Henri Burel - Roger Forster (photographe de plateau)
- Son :  Lucien Legrand
- Montage : Marity Cléris
- Musique : Marceau Van Hoorebecke
- Maquilleur : Jean-Jacques Chanteau
- Cadreur : : Henri Raichi
- Société de production :  Joëlle Films
- Directeur de production : Jean Velter
- Production : Jean Yatove
- Société de distribution : Les Films Marceau (Paris)
- Format :  Noir et blanc - 1,37:1 - 35 mm - Son mono
- Pays de production : France
- Genre : Drame
- Durée :88 minutes
- Date de sortie :	
  - France : 8 juillet 1953

Source : Ciné-Ressources	 et IMDb

## Distribution
- Maurice Teynac : Lucien Landier
- Sirena Adgemova : Yvonne Calabrier
- Jean Tissier : Stanley Percheron
- Armand Bernard : Révérend James Holiday
- Jacques François : Gérard Morrison
- Arlette Poirier : Philippine Opposum
- Mary Thierry : Fanny
- Pamela Wilde : Mme Paméla
- Charles Lemontier : le client
- Georges Paulais : Julien
- Évelyne Nattier
- Robert Seller
- Lucien Hector
- René Lebrun